# BioNTech
BioNTech SE (plným názvem Biopharmaceutical New Technologies) je německá biotechnologická společnost sídlící v Mohuči, která se zabývá výzkumem a vývojem nových léčiv a vakcín, založených na mRNA. Firma byla založena roku 2008 manželi Uğurem Şahinem a Özlemou Türeciovou. Hlavním programem je rozvíjení biotechnologií založených na biologické léčbě – vyvolávání specifické imunitní reakce organismu (pomocí proteinů a mRNA) s cílem zničení nádoru tělu vlastními buňkami.
V roce 2020 úspěšně vyvinula vakcínu proti covidu-19, zvanou vakcína Pfizer–BioNTech proti covidu-19, založenou na vlastních technologiích, typ RNA vakcíny. Vakcínu vyrábí ve spolupráci s mezinárodní farmaceutickou společností Pfizer.

## Vakcína proti covidu-19
Jméno společnosti vešlo do veřejného povědomí úspěšným vývojem vakcíny proti covidu-19 založené na vlastních technologiích, jde o RNA vakcínu. Vakcínu vyrábí ve spolupráci s mezinárodní farmaceutickou společností Pfizer.
Dne 2. prosince 2020 oznámila Léková autorita Velké Británie dočasné nouzové schválení této vakcíny a dne 8. prosince 2020 se v Británii začalo očkovat touto vakcínou. Dne 22. prosince 2020 získala podmínečnou registraci pro Evropskou unii. Vakcína byla také schválena pro nouzové použití v USA, Izraeli a dalších státech.